# Lycaeides ussurica
Lycaeides ussurica är en fjärilsart som beskrevs av Forster 1936. Lycaeides ussurica ingår i släktet Lycaeides och familjen juvelvingar. Inga underarter finns listade i Catalogue of Life.